# Symphonie pastorale (court métrage)
Pour les articles homonymes, voir Symphonie pastorale.
Pour plus de détails, voir Fiche technique et Distribution.
Symphonie pastorale est un court métrage d'animation américain réalisé par Walt Disney Productions comme une séquence de Fantasia (1940) basée sur la Symphonie pastorale de Ludwig van Beethoven.
La séquence présente une succession de dieux et de créatures de la mythologie gréco-romaine : famille de pégases, Bacchus et son âne licorne, petits anges ailés, centaures mâles et femelles (très jeunesse américaine des années 1940), Iris, Zeus, Héphaïstos et Artémis.

## Synopsis
Une montagne se profile à l'horizon, tandis que le soleil matinal éclaire petit à petit le paysage situé à son pied. Une horde de jeunes licornes gambadent dans un pré entre des bosquets et un temple. Des satyres (à l'image de Pan) jouent de leurs syrinx et dansent avec les licornes.
Un pégase noir vole avec ses petits tandis que la mère blanche couve dans un arbre un jeune nouveau-né, à la robe noire et avec une crinière blanche. Ce dernier cherche à imiter ses frères et sœurs qui mangent les fruits des arbres en s'élançant dans le vide mais tombe sur une branche. Il atterrit dans les fleurs et sa mère venue le rejoindre lui apprend à voler. Les parents s'envolent suivis de leurs enfants pour un ballet dans les nuages qui se finit dans l'eau entre des colonnades tandis qu'un vol de pégase passe au-dessus d'eau avant de les rejoindre dans l'eau. les jeunes s'amusent à plonger des l'eau tandis que le dernier né joue avec une cascade.
Un satyre permet de faire une transition avec une fleur dévalant une cascade puis un torrent et une énorme chute d'eau avec à son pied un temple.
Plus loin, dans les sous-bois bordés par la rivière, des jeunes femmes, du moins des centaures prennent un bain. L'une d'elles sort de l'eau et s'ébroue. Sur la berge, une centaure se fait coiffer sa chevelure dorée par des chérubins et une autre allongée et à la queue tressé par trois chérubin, plonge une main dans l'eau. D'autres prennent soin de leur beauté aidé d'autres chérubins.
Un groupe d'angelots se précipitent sur un piédestal pour voir à travers une trouée d'un bosquet. Ils regardent un centaure mâle, une trompe à la main et portée sur sa bouche appeler d'autres mâles. Les chérubins finissent d'apprêter les femmes qui descendent un escalier de verdure pour se présenter aux mâles. une rose tombée intentionnellement brise la distance et des couples se forment. les scènes romantiques se suivent, sous l'œil bienveillant, parfois la complicité des chérubins.
Un centaure mâle est esseulé mais un angelot averti trois de ses confrères qu'une femelle l'est aussi. Les chérubins organisent alors une rencontre, attirant la femelle de leurs trompes puis le mâle avant de s'en féliciter. Le couple de centaures s'installent alors dans un petit temple tandis que les angelots ferment un voile fleur puis un rideau. Derrière le rideau liquide d'une fontaine de vin, les centaures rassemblent des raisins pour faire les mettre dans une énorme citerne en bois. Des satires y foulent le raisin de leurs pieds tout en jouant de la musique.
Le corpulent Dionysos, une coupe de vin à la main, juché sur une petite licorne noire aux longues oreilles, arrive escorté de centaures et de satyres. Le groupe installe le dieu titubant sur un tonneau qu'il casse et débute alors une danse. Après quelques pas éméché avec les centaures et les satyres, un énorme nuage noir obscurcit le ciel.
La pluie tombe mettant fin aux festivités. Zeus apparait au milieu des nuages, derrière lui Héphaïstos façonne un éclair sur une enclume, foudre qu'il donne à Zeus. Ce dernier en lance plusieurs sur Dionysos. Les chérubins se réfugient dans un temple. Un bébé licorne est sauvé de l'eau par une centaure tandis que dans les cieux, la pégase blanche secourt l'un des petits. Le réservoir de vin et détruit et s'écoule partout, ce qui réjouit Dionysos.
Lassé Zeus s'endort dans un lit de nuages. Sur une colline, un centaure annonce avec sa trompe le retour de l'accalmie. Iris dessine alors un arc-en-ciel et les animaux se réjouissent, les jeunes pégases et les chérubins s'en servant de toboggan.
Tous se rassemblent pour admirer le soleil dans lequel se dessine Hélios juché sur un char les saluant, la nuit tombant alors. Nyx couvre alors de sa robe noire le ciel et tous dorme tandis que l'arc lunaire devient l'arme de Artémis, qu'elle utilise pour lancer une comète qui répand des étoiles dans le ciel. La silhouette de Stokowski apparaît alors dans les ténèbres de la nuit.

## Fiche technique
- Titre original : The Pastoral Symphony
- Titre français : Symphonie pastorale
- Réalisateur : Ford Beebe, Jim Handley et Hamilton Luske
- Scénario : Otto Englander, Webb Smith, Erdman Penner, Joseph Szabo, Bill Peet et George Stallings
- Conception graphique :
  - Direction artistique : Hugh Hennesy, Kenneth Anderson, J. Gordon Legg, Herbert Ryman, Yale Gracey et Lance Nolley
  - Conception des personnages : James Bodrero, John P. Miller, Lorna S. Soderstrom
- Animation :
  - Supervision de l'animation : Fred Moore, Ward Kimball, Eric Larson, Art Babbitt, Oliver M. Johnston Jr et Don Towsley
  - Animateurs : Berny Wolf, Jack Campbell, John Bradburry, James Moore, Milt Neil, Bill Justice, John Elliotte, Walt Kelly, Don Lusk, Lynn Karp, Murray McClellan, Robert W. Youngquist et Harry Hamsel
- Décors : Claude Coats, Ray Huffine, W. Richard Anthony, Arthur Riley, Gerald Nevius et Roy Forkum
- Producteur : Walt Disney
- Production : Walt Disney Pictures
- Distributeur : Buena Vista Pictures
- Format d'image : Couleur (Technicolor)
- Son : Mono
- Langue : (en)
- Pays de production :  États-Unis
- Dates de sortie :
  - États-Unis : 13 novembre 1940
  - France : 1er novembre 1946

## Commentaires
Alors que la symphonie de Beethoven est une balade campagnarde dans le sens noble du terme, les animateurs de Disney en ont fait une journée dans le domaine des dieux grecs au pied du mont Olympe. La séquence est pour Allan un répertoire d'images inspirées de l'art européen, grâce à l'influence discrète du suisse Albert Hurter,. Les décors d'Art Riley, Ray Huffine et Claude Coats s'inspirent de l'Art nouveau, bien que Pierre Lambert les qualifie de « kitsch ». Ward Kimball a animé le personnage de Bacchus et est, selon Lambert, la seule note de comique de la séquence.
Cette séquence a posé un premier problème, cela de la synthèse des quatre mouvements de la symphonie de Beethoven, d'une durée totale dépassant les quarante minutes, à moins de vingt. Malgré cela, pour Grant, cette contraction n'est pas ressentie lors de la visualisation de la séquence, ce que de nombreux musiciens contestent (Voir Fantasia, section Critique musicale).
Le premier mouvement présente les licornes, les satyres et la famille de pégases. Le second mouvement dépeint la rencontre des centaures femelles puis des mâles, tous entourés par des chérubins, ainsi que la formation des couples, dont celui des deux esseulés nommés Brudus et Mélinda. Le troisième est la production du vin avec l'arrivée de Bacchus (en réalité Dionysos, car Bacchus est romain) installé sur un âne-licorne nommé Jacchus. Le quatrième mouvement voit l'apparition des divinités grecques qui semblent vouloir tourmenter les habitants. Zeus, aidé de Vulcain (en réalité Héphaïstos), tous deux animés par Art Babbitt, déclenchent un orage sur les centaures, satyres, licornes et pégases. Le cinquième mouvement est celui de l'apaisement avec d'autres divinités, Iris avec son arc-en-ciel, Apollon sur son char solaire puis, Nyx apportant la nuit et enfin Diane, pour la Lune.
Comme on peut le remarquer, alors que les personnages sont explicitement grecs, les noms qui leur ont été attribués par les artistes Disney sont souvent les équivalents romains.
| Nom dans le film | Nom grec    |  | Nom correct |
| ---------------- | ----------- |  | ----------- |
| Les faunes       | Les satyres |  | Zeus        |
| Bacchus          | Dionysos    |  | Iris        |
| Vulcain          | Héphaïstos  |  | Apollon     |
| Morpheus         | Nyx         |  | Diane       |

Concernant cette séquence, la synthèse de Beethoven ne fut pas le seul souci. La Commission Hays a ainsi imposé le port de soutiens-gorge floraux pour les centaures femelles, afin que les scènes soient moins impudiques. D'après Koenig, le courrier de la commission est daté du 24 novembre 1939 et prévient Disney : « contre la possibilité de représenter avec trop de réalisme certains personnages tels que dans le second mouvement de la symphonie de Beethoven ceux décrits comme des centaures femelles. »
Le court métrage est intégré dans l'épisode Magic and Music diffusé en 1958 dans Disneyland
aux côtés de Bumble Boogie et C'est un souvenir de décembre, tous deux issus de Mélodie Cocktail (1948). L'épisode contient la version non censurée du film.